# Okręg Forcalquier
Okręg Forcalquier (fr. Arrondissement de Forcalquier) – okręg w południowo-wschodniej Francji. Populacja wynosi 75 600.

## Podział administracyjny
W skład okręgu wchodzą następujące kantony:
- Banon,
- Forcalquier,
- Manosque-Nord,
- Manosque-Sud-Est,
- Manosque-Sud-Ouest,
- Motte-du-Caire,
- Noyers-sur-Jabron,
- Peyruis,
- Reillanne,
- Saint-Étienne-les-Orgues,
- Sisteron,
- Turriers,
- Volonne.